# Codename: Panzers Phase II
Codename: Panzers Phase II o simplemente Panzers II es un videojuego de estrategia en tiempo real desarrollado por Stormregion y distribuido por FX Interactive para Windows. Fue lanzado a mediados de 2004 y es el segundo título de la saga Panzers.
El juego está basado en la Segunda Guerra Mundial, en el norte de África en 1940 y abarca hasta la retirada de Belgrado a finales de 1943. Los jugadores toman el control de los seis ejércitos diferentes: el alemán, el italiano, el británico, el estadounidense, el soviético y los comandos partisanos, y deben llevarlos a la victoria con las determinadas misiones que se asignan en cada campaña. El juego dispone de un juego en línea contra jugadores de diferentes lugares, por medio de Gamespy.
Panzers II fue producido por la compañía hispano-italiana, FX Interactive bajo el desarrollo de Stormregion, compañía desarrolladora de Hot Dawgs. Codename: Panzers II es la secuela del juego conocido como Codename: Panzers Phase I o solo Panzers, del cual se tomaron las bases para el desarrollo. Finalmente, le fueron agregadas nuevas mejoras en cuanto a gráficas. Su motor gráfico es conocido como Gepard 3D Engine, y es el mismo que fue utilizado para la primera parte.
El juego cuenta con un editor de escenarios que sirve para crear diversos mapas y misiones con todos los elementos que incorporan los escenarios originales del juego. Las herramientas del editor ofrecen la posibilidad de elegir el tipo de terreno y situar las unidades, decidir el emplazamiento de edificios, ubicar objetos, etc. Para acceder a estos, es necesario entrar en otra carpeta del mismo juego incluido en el DVD, además, la página oficial ofrece tutoriales para conocer a detalle todas las opciones del editor.

## Modo de juego
El jugador dispone de un pequeño ejército y lo debe guiar hasta la victoria de cada campaña. Panzers II consta de tres campañas que se suceden en orden cronológico. Cada campaña está a su vez compuesta por varias misiones encadenadas. Una vez completados los objetivos principales de una misión, el jugador, recibirá información precisa sobre su próxima misión.

### Campañas y oficiales
El desarrollo de las campañas está marcado por las vivencias de los siete personajes que las protagonizan en cada una de las siete campañas, los siete comandantes son:
- Dario de Angelis: Hijo menor de una familia italiana de amplia tradición militar, en agosto de 1940 es destinado al frente de África con el X ejército de Infantería Móvil del mariscal Graziani. Sueña con ser el primer italiano en entrar victorioso en El Cairo, pero sus prioridades cambian desde el momento en que el avión de su hermano Sergio, oficial de inteligencia, es derribado en algún punto del desierto.

- Sergio de Angelis: Hombre de intachable expediente, el capitán De Angelis vive una contradicción entre el amor de su país y el rechazo a la ideología imperante. Sergio aspira a que sus ideas liberales calen en su impetuoso hermano Dario.Pero los caprichos del destino quisieron que fuera precisamente su hermano quien dirigiera la misión de búsqueda cuando Sergio fue derribado por la artillería británica en el norte de África.

- Hans Von Grobel: Ascendido a teniente del ejército alemán en 1940 por su brillante papel en la campaña francesa, no cejo en el empeño hasta lograr ser destinado al Panzergruppe Afrika. Allí, bajo el sol del desierto le esperan duras batallas junto a su gran amigo italiano, Dario De Angelis

- James Barnes: Obligado a abandonar una prometedora carrera militar por un lío de faldas, se embarcó voluntario rumbo al el cairo para defender Egipto del inminente ataque italiano. En las filas de la Séptima División se ganó el reconocimiento de oficiales y compañeros, quienes le bautizaron con el apelativo de "Gentleman". Pero Barnes nunca imaginó que la guerra iba a poner a prueba su sentido del honor.

- Jeffrey samuel Wilson: En el verano de 1940 se alistó en la oficina de reclutamiento de Nashville, Tennessee, y se incorporó al 752 Batallón de Tanques del ejército estadounidense.No tardaría en ser ascendido a sargento de artillería. Destinado en el frente de África, Buck trabaría una amistad inquebrantable con el británico James Barnes.

- Aleksander Efremovich Vladimirov: Voluntario del Ejército Rojo, formó parte de las tropas de que lucharon en Moscú y que detuvieron el avance alemán en la Batalla de Stalingrado. Impulsado por su espíritu indomable, se traslada a los Balcanes atraído por la leyenda de un hombre de quien cuentan que dirige las brigadas partisanas: un tal "Wolf".

- Farvan Vuk Pondurovic: Líder de la resistencia partisana en yugoslavia, fue capturado en abril de 1941 por un destacamento alemán comandado por Hans von Grobel.Pero nunca llegó a ser entregado a la Gestapo. La columna alemana que lo trasladaba sufrió una emboscada y "Wolf" escapo para recorrer más de 100 kilómetros en territorio enemigo antes de reagrupar a sus hombres y ponerse al frente de la liberación de su patria

#### Campaña del Eje
| Misión              | Personajes                                                     | Lugar                  | Fecha     |
| ------------------- | -------------------------------------------------------------- | ---------------------- | --------- |
| Sidi Barrani        | Dario De Angelis                                               | Sidi Barrani, Egipto   | 1940-1941 |
| Mersa Brega         | Dario De Angelis y Hans von Grobel                             | Mersa Brega, Libia     | 1941      |
| Paso de Halfaya     | Dario De Angelis y Hans von Grobel                             | Paso de Halfaya, Libia | 1941      |
| Operación Battleaxe | Dario De Angelis y Hans von Grobel                             | Cirenaica, Libia       | 1941      |
| Sidi Rezegh         | Dario De Angelis y Hans von Grobel                             | Tobruk, Libia          | 1941      |
| Línea de Gazala     | Dario De Angelis y Hans von Grobel                             | Gazala, Libia          | 1942      |
| Fuerte Bir Hacheim  | Dario De Angelis y Hans von Grobel(casi al final de la misión) | Bir Hakeim, Libia      | 1942      |
| El Alamein          | Dario De Angelis y Hans von Grobel                             | El Alamein, Egipto     | 1942      |

#### Campaña aliada
| Misión                    | Personajes                                                | Lugar                 | Fecha |
| ------------------------- | --------------------------------------------------------- | --------------------- | ----- |
| El Alamein                | James Barnes                                              | El Alamein, Egipto    |       |
| Tobruk                    | James Barnes                                              | Tobruk, Libia         |       |
| Paso Kasserine            | Jeffrey Wilson                                            | Paso Kasserine, Túnez |       |
| Túnez (Operación Vulcano) | James Barnes y Jeffrey Wilson                             | Túnez, Túnez          |       |
| Operación Husky           | James Barnes                                              | Sicilia, Italia       |       |
| Rio Volturno              | Jeffrey Wilson y James Barnes(casi al final de la misión) | Volturno, Italia      |       |
| Montecassino              | James Barnes y Jeffrey Wilson                             | Montecassino, Italia  |       |
| Anzio                     | James Barnes y Jeffrey Wilson                             | Anzio, Italia         |       |

#### Campaña partisana
| Misión                  | Personajes                                                         | Lugar      | Fecha |
| ----------------------- | ------------------------------------------------------------------ | ---------- | ----- |
| Operación Seathed Saber | Sergio de Angelis y Farvan Vuk Pondurovic(a la mitad de la misión) | Yugoslavia |       |
| La Huida                | Farvan Vuk Pondurovic                                              | Yugoslavia |       |
| Belgrado                | Farvan Vuk Pondurovic y Aleksander Efremovich Vladimirov           | Yugoslavia |       |
| Fin de la Ocupación     | Farvan Vuk Pondurovic                                              | Yugoslavia |       |

Estos participan en cada una de las campañas que les son asignadas:
- Campaña del eje: Se desarrolla entre diciembre de 1940 y julio de 1942. Tropas italo-alemanas se enfrentan al ejército británico por el control del norte de África.
- Campaña Aliada: Comienza en noviembre de 1942: el ejército aliado recupera sus posiciones en África y emprende la invasión en Sicilia como cabeza de puente para el avance sobre la península itálica.
- Campaña Partisana: A finales de 1943, con el conflicto tocando a su fin en Europa, las brigadas partisanas y tropas del ejército soviético unen sus fuerzas para culminar la liberación de Yugoslavia.

### Modo Batalla
En este modo, un solo jugador podrá enfrentarse a ejércitos controlados por el ordenador (IA) en mapas prediseñados. Se puede elegir la época del conflicto, el prestigio(dinero con el que se encargan las unidades al cuartel general), así como la cantidad de ayudas del alto mando (bombarderos tácticos, aviones de reconocimiento, fuego de artillería, etc) que cada jugador recibe. Los mapas son de 2 tipos:
- Por equipos: los ejércitos combaten en mapas con un alto componente estratégico.
- Dominación: el mapa pierde parte de su componente estratégico, pero el jugador (y la IA) pueden crear unidades nuevas en barracones (infantería) y fábricas (vehículos, artillería).

### Multijugador
El modo multijugador admite hasta 8 jugadores en línea. Los modos para varios jugadores son:
- Por equipos: [Como en el modo "Batalla"].
- Dominación: [Como en el modo "Batalla"].
- Misión VJ: en este tipo de mapas, los jugadores deberán cumplir unos objetivos determinados para conseguir la victoria. Los objetivos pueden ser: capturar un fuerte, destruir un número determinado de unidades, tomar un almacén de suministros, llevar un carro invulnerable a una zona, etc.
- Cooperativa: este modo multijugador permite a 2 jugadores jugar (en línea) las campañas anteriores.

Pese a que los servidores que el juego ofrecía por defecto para jugar en línea (Gamespy) se cerraronen el año 2012, actualmente es posible jugar a este juego en línea mediante el uso de programas que permiten la conexión automáticas para partidas en red, como por ejemplo Gameranger.

## Recepción y crítica
| Revista         | Puntuación             | Premios |
| --------------- | ---------------------- | ------- |
| GameSpot        | 8.0/8.6                |         |
| Game Revolution | Calificación pendiente |         |
| IGN             | Calificación pendiente |         |
| Eurogamer       | Sin calificación       |         |
| Meristation     | 8.5/10                 |         |

La primera versión de Panzers II (Phase One) tuvo bastante éxito. FX Interactive, distribuidor del juego, y Stormregio decidieron formar la segunda parte de este juego de estrategia en tiempo real de la Segunda Guerra Mundial.
Existe, entre todos los críticos, una gran variedad de este tipo de juegos, lo cual hace difícil saber cuál es el mejor. Panzers II, aporta novedades acertadas en cuanto a la temática de estos.
Un factor a favor del juego fue el extraordinario precio de este, con €19.15, fue calificado como "bueno, bonito y barato", según Fantasymundo